# ОЦ-02 «Кипарис»
ОЦ-02 (ТКБ-0217) «Кипарис» — пістолет-кулемет, розроблений в 1972 році на замовлення Міністерства оборони СРСР (ДКР «Чагарник») конструкторами ЦКИБ СОО м. Тули Н. М. Афанасьєвим, Д. П. Плешковим і Н. В. Трухачевим. За основу була взята схема чеського пістолета-кулемета Scorpion Vz.61 зразка 1961 року.

## Конструкція
Автоматика ОЦ-02 «Кипарис» працює за рахунок віддачі вільного затвора. Ударно-спусковий механізм куркового типу дозволяє вести одиночний й автоматичний вогонь. Постріл виконується із закритого затвора, що збільшує точність вогню. Запобіжник неавтоматичний, виконує одночасно функцію зміни режимів вогню і знаходиться на лівій стороні ствольної коробки над пістолетною рукояткою. При включенні, запобіжник блокує ударно-спусковий механізм і затвор. Прицільні пристосування відкритого типу, складаються з мушки з намушника і регульованого цілика. Магазин коробчастий, з розташуванням патронів у два ряди.
ОЦ-02 «Кипарис» перебуває на озброєнні ФСТ, Федеральної митної служби та МВС Росії.